# Volleyball (videojuego)
Volleyball (バレーボール?) es un videojuego de simulación deportiva de voleibol desarrollado por Nintendo y Pax Softnica, y lanzado para las plataformas Famicom Disk System y Nintendo Entertainment System. El juego original fue lanzado en 1986. Una versión para la Consola Virtual de la Wii fue lanzada en el año 2007.
El juego forma parte de la serie de juegos NES Sports Series.

## Juego
En el juego participan seis jugadores por equipo. Los jugadores pueden seleccionar equipos masculinos o femeninos de los siguientes países:
- Estados Unidos
- Japón
- China
- Corea del Sur
- Brasil
- Unión Soviética
- Cuba
- Túnez

- Datos: Q2757019